# Ґеорґ Шпор
Ґеорґ Шпор (нім. Georg Spohr, 24 січня 1951) — німецький академічний веслувальник.
Олімпійський чемпіон 1976, 1980 років у складі розпашної двійки зі стерновим.
Чемпіон світу 1979 року в складі розпашної двійки зі стерновим, срібний призер 1977 року в складі розпашної двійки зі стерновим.